# Charge formelle
La notion de charge formelle est liée à celle de la répartition des électrons au sein des molécules : lorsque le décompte est différent du nombre d'électrons de valence, une charge formelle apparaît ; elle est positive si l'atome possède moins d'électrons que d'électrons de valence et négative dans le cas opposé.